# At the Potter's Wheel
At the Potter's Wheel è un cortometraggio muto del 1914 scritto e diretto da Lorimer Johnston.

## Produzione
Il film fu prodotto dall'American Film Manufacturing Company.

## Distribuzione
Distribuito dalla Mutual Film, il film - un cortometraggio in una bobina - uscì nelle sale cinematografiche USA il 24 gennaio 1914.